# Jamie Perkins (simmare)
Jamie Perkins, född 19 januari 2005 i Nambour, är en australisk simmare.

## Karriär
Vid junior-VM 2023 tog hon två guld och ett silver. Vid OS 2024 ingick hon i det australiska laget som kvalificerade sig till final på 4 x 200 meter frisim som sedan tog guld.